# Élections municipales au Portugal
Les élections municipales au Portugal, également appelées actuellement élections pour les chambres municipales « Câmaras Municipais » et les conseils paroissiaux « Juntas de Freguesias » de la République portugaise ou élections locales portugaises, sont les élections qui élisent les autorités locales pour un mandat de quatre ans sur des listes présentées par les partis.
Vous trouverez ci-dessous une liste des élections pour les postes de direction dans les collectivités locales portugaises.

## Troisième République portugaise
1976  • 1979  • 1982  • 1985  • 1989  • 1993  • 1997  • 2001  • 2005  • 2009  • 2013  • 2017  • 2021 